# William Benedict Friend

Wappen

William Benedict Friend (* 22. Oktober 1931 in Miami, Florida; † 2. April 2015 in Coral Springs, Florida) war Bischof von Shreveport.

## Leben
William Benedict Friend empfing am 7. Mai 1959 die Priesterweihe für das Bistum Mobile-Birmingham.
Papst Johannes Paul II. ernannte ihn am 31. August 1979 zum Titularbischof von Pomaria und zum Weihbischof in Alexandria-Shreveport. Die Bischofsweihe spendete ihm der Erzbischof von New Orleans, Philip Hannan, am 30. Oktober desselben Jahres; Mitkonsekratoren waren John Lawrence May, Bischof von Mobile, und Lawrence Preston Joseph Graves, Bischof von Alexandria-Shreveport. 
Am 17. November 1982 wurde er zum Bischof von Alexandria-Shreveport ernannt und am 11. Januar 1983 in das Amt eingeführt. Am 16. Juni 1986 wurde er mit der Aufspaltung seines Bistums durch Johannes Paul II. zum Bischof von Shreveport ernannt und am 30. Juli desselben Jahres in das Amt eingeführt. Am 20. Dezember 2006 nahm Papst Benedikt XVI. sein aus Altersgründen vorgebrachtes Rücktrittsgesuch an.